# Ostrów Kurowski
Ostrów Kurowski (także Kurowski Ostrów, niem. Mittelbruch) – wyspa na Międzyodrzu między Odrą Zachodnią i Skośnicą opływana wodami Przecznicy.